# Síugrás az 1924. évi téli olimpiai játékokon
Az  1924. évi téli olimpiai játékokon a síugrás versenyszámát a Chamonix-i Le Mont sáncon rendezték meg február 4-én. Az aranyérmet a norvég Jacob Tullin Thams nyerte. Magyar versenyző nem vett részt a versenyszámban.

## Éremtáblázat
(Az egyes számoszlopok legmagasabb értéke, vagy értékei vastagítással kiemelve.)
| Az 1924. évi téli olimpiai játékok éremtáblázata síugrásban | Az 1924. évi téli olimpiai játékok éremtáblázata síugrásban | Az 1924. évi téli olimpiai játékok éremtáblázata síugrásban | Az 1924. évi téli olimpiai játékok éremtáblázata síugrásban | Az 1924. évi téli olimpiai játékok éremtáblázata síugrásban | Olimpia  |
| ----------------------------------------------------------- | ----------------------------------------------------------- | ----------------------------------------------------------- | ----------------------------------------------------------- | ----------------------------------------------------------- | -------- |
|                                                             | Ország                                                      | Arany                                                       | Ezüst                                                       | Bronz                                                       | Összesen |
| 1.                                                          | Norvégia (NOR)                                              | 1                                                           | 1                                                           | 0                                                           | 2        |
|                                                             |                                                             |                                                             |                                                             |                                                             |          |
| 2.                                                          | Egyesült Államok (USA)                                      | 0                                                           | 0                                                           | 1                                                           | 1        |
|                                                             |                                                             |                                                             |                                                             |                                                             |          |
| Összesen                                                    | Összesen                                                    | 1                                                           | 1                                                           | 1                                                           | 3        |

## Érmesek
| Az 1924. évi téli olimpiai játékok érmesei síugrásban | Az 1924. évi téli olimpiai játékok érmesei síugrásban | Az 1924. évi téli olimpiai játékok érmesei síugrásban |
| ----------------------------------------------------- | ----------------------------------------------------- | ----------------------------------------------------- |
| Arany                                                 | Ezüst                                                 | Bronz                                                 |
| Jacob Tullin Thams · Norvégia (NOR)                   | Narve Bonna · Norvégia (NOR)                          | Anders Haugen · Egyesült Államok (USA)                |

## Részt vevő nemzetek
A versenyen 9 nemzet 27 sportolója vett részt.
- Csehszlovákia (TCH) (3)
- Egyesült Államok (USA) (3)
- Finnország (FIN) (2)
- Franciaország (FRA) (4)
- Lengyelország (POL) (1)
- Norvégia (NOR) (4)
- Olaszország (ITA) (2)
- Svájc (SUI) (4)
- Svédország (SWE) (4)

## Eredmények
A versenyzők két ugrást teljesítettek, a két ugrás pontszámainak átlaga alakította ki a végső sorrendet. A távolságok eredményei méterben értendők.

### 1. ugrás
| Helyezés | Versenyző              | Nemzet                 | Távolság | Pont    |
| -------- | ---------------------- | ---------------------- | -------- | ------- |
| 1.       | Jacob Tullin Thams     | Norvégia (NOR)         | 49,0     | 18,793  |
| 2.       | Narve Bonna            | Norvégia (NOR)         | 47,5     | 18,375  |
| 3.       | Anders Haugen          | Egyesült Államok (USA) | 44,0     | 18,333  |
| 4.       | Thorleif Haug          | Norvégia (NOR)         | 49,0     | 17,750  |
| 5.       | Einar Landvik          | Norvégia (NOR)         | 42,0     | 17,167  |
| 5.       | Menotti Jakobsson      | Svédország (SWE)       | 43,0     | 17,167  |
| 7.       | Axel-Herman Nilsson    | Svédország (SWE)       | 42,5     | 16,960  |
| 8.       | Alexandre Girard-Bille | Svájc (SUI)            | 40,5     | 16,710  |
| 9.       | Nils Lindh             | Svédország (SWE)       | 41,0     | 16,667  |
| 10.      | Sulo Jääskeläinen      | Finnország (FIN)       | 42,5     | 16,543  |
| 11.      | Hans Eidenbenz         | Svájc (SUI)            | 42,0     | 16,460  |
| 12.      | Nils Sundh             | Svédország (SWE)       | 41,5     | 16,293  |
| 13.      | La Moine Batson        | Egyesült Államok (USA) | 43,5     | 16,208  |
| 14.      | Tuure Nieminen         | Finnország (FIN)       | 42,5     | 16,192  |
| 15.      | Franz Wende            | Csehszlovákia (TCH)    | 40,5     | 15,877  |
| 16.      | Harry Lien             | Egyesült Államok (USA) | 40,0     | 15,333  |
| 17.      | Kléber Balmat          | Franciaország (FRA)    | 36,0     | 15,167  |
| 18.      | Luigi Faure            | Olaszország (ITA)      | 34,0     | 14,083  |
| 19.      | Peter Schmid           | Svájc (SUI)            | 33,0     | 13,500  |
| 20.      | Gilbert Ravanel        | Franciaország (FRA)    | 32,5     | 12,960  |
| 21.      | Andrzej Krzeptowski I  | Lengyelország (POL)    | 33,0     | 12,750  |
| 21.      | Mario Cavalla          | Olaszország (ITA)      | 32,0     | 12,750  |
| 23.      | Karel Koldovský        | Csehszlovákia (TCH)    | 33,5     | 9,252   |
| 24.      | Martial Payot          | Franciaország (FRA)    | elesett  | 3,500   |
| 25.      | Josef Bím              | Csehszlovákia (TCH)    | elesett  | 2,667   |
| 25.      | Xavier Affentranger    | Svájc (SUI)            | elesett  | 2,667   |
| –        | Louis Albert           | Franciaország (FRA)    | elesett  | elesett |

### 2. ugrás
| Helyezés | Versenyző              | Nemzet                 | Távolság | Pont    |
| -------- | ---------------------- | ---------------------- | -------- | ------- |
| 1.       | Jacob Tullin Thams     | Norvégia (NOR)         | 49,0     | 19,127  |
| 2.       | Narve Bonna            | Norvégia (NOR)         | 49,0     | 19,000  |
| 3.       | Einar Landvik          | Norvégia (NOR)         | 44,5     | 17,877  |
| 4.       | Thorleif Haug          | Norvégia (NOR)         | 50,0     | 17,875  |
| 5.       | Anders Haugen          | Egyesült Államok (USA) | 44,5     | 17,500  |
| 6.       | Axel-Herman Nilsson    | Svédország (SWE)       | 44,0     | 17,333  |
| 7.       | Franz Wende            | Csehszlovákia (TCH)    | 44,0     | 17,083  |
| 8.       | Menotti Jakobsson      | Svédország (SWE)       | 42,0     | 17,000  |
| 9.       | Alexandre Girard-Bille | Svájc (SUI)            | 41,5     | 16,877  |
| 10.      | Nils Lindh             | Svédország (SWE)       | 41,5     | 16,808  |
| 11.      | Nils Sundh             | Svédország (SWE)       | 41,0     | 16,500  |
| 12.      | Tuure Nieminen         | Finnország (FIN)       | 41,0     | 16,333  |
| 13.      | Sulo Jääskeläinen      | Finnország (FIN)       | 42,5     | 16,293  |
| 14.      | La Moine Batson        | Egyesült Államok (USA) | 42,5     | 16,192  |
| 15.      | Kléber Balmat          | Franciaország (FRA)    | 39,0     | 15,833  |
| 16.      | Karel Koldovský        | Csehszlovákia (TCH)    | 39,0     | 15,750  |
| 17.      | Harry Lien             | Egyesült Államok (USA) | 41,5     | 14,502  |
| 18.      | Luigi Faure            | Olaszország (ITA)      | 33,5     | 13,937  |
| 19.      | Peter Schmid           | Svájc (SUI)            | 33,5     | 13,375  |
| 20.      | Xavier Affentranger    | Svájc (SUI)            | 32,5     | 12,960  |
| 21.      | Mario Cavalla          | Olaszország (ITA)      | 32,5     | 12,460  |
| 22.      | Andrzej Krzeptowski I  | Lengyelország (POL)    | 32,0     | 12,167  |
| 23.      | Gilbert Ravanel        | Franciaország (FRA)    | 32,0     | 11,833  |
| 24.      | Martial Payot          | Franciaország (FRA)    | 32,5     | 11,210  |
| 25.      | Hans Eidenbenz         | Svájc (SUI)            | elesett  | 4,167   |
| 26.      | Josef Bím              | Csehszlovákia (TCH)    | elesett  | 2,000   |
| –        | Louis Albert           | Franciaország (FRA)    | elesett  | elesett |

### Összesítés
| H     | Versenyző              | Nemzet                 | 1. ugrás | 2. ugrás | Átlag pontszám |
| ----- | ---------------------- | ---------------------- | -------- | -------- | -------------- |
| Arany | Jacob Tullin Thams     | Norvégia (NOR)         | 18,793   | 19,127   | 18,960         |
| Ezüst | Narve Bonna            | Norvégia (NOR)         | 18,375   | 19,000   | 18,688         |
| Bronz | Anders Haugen          | Egyesült Államok (USA) | 18,333   | 17,500   | 17,917         |
| 4.    | Thorleif Haug          | Norvégia (NOR)         | 17,750   | 17,875   | 17,813         |
| 5.    | Einar Landvik          | Norvégia (NOR)         | 17,167   | 17,877   | 17,522         |
| 6.    | Axel-Herman Nilsson    | Svédország (SWE)       | 16,960   | 17,333   | 17,147         |
| 7.    | Menotti Jakobsson      | Svédország (SWE)       | 17,167   | 17,000   | 17,083         |
| 8.    | Alexandre Girard-Bille | Svájc (SUI)            | 16,710   | 16,877   | 16,793         |
| 9.    | Nils Lindh             | Svédország (SWE)       | 16,667   | 16,808   | 16,738         |
| 10.   | Franz Wende            | Csehszlovákia (TCH)    | 15,877   | 17,083   | 16,480         |
| 11.   | Sulo Jääskeläinen      | Finnország (FIN)       | 16,543   | 16,293   | 16,418         |
| 12.   | Nils Sundh             | Svédország (SWE)       | 16,293   | 16,500   | 16,397         |
| 13.   | Tuure Nieminen         | Finnország (FIN)       | 16,192   | 16,333   | 16,263         |
| 14.   | La Moine Batson        | Egyesült Államok (USA) | 16,208   | 16,192   | 16,200         |
| 15.   | Kléber Balmat          | Franciaország (FRA)    | 15,167   | 15,833   | 15,500         |
| 16.   | Harry Lien             | Egyesült Államok (USA) | 15,333   | 14,502   | 14,918         |
| 17.   | Luigi Faure            | Olaszország (ITA)      | 14,083   | 13,937   | 14,010         |
| 18.   | Peter Schmid           | Svájc (SUI)            | 13,500   | 13,375   | 13,438         |
| 19.   | Mario Cavalla          | Olaszország (ITA)      | 12,750   | 12,460   | 12,605         |
| 20.   | Karel Koldovský        | Csehszlovákia (TCH)    | 9,252    | 15,750   | 12,501         |
| 21.   | Andrzej Krzeptowski I  | Lengyelország (POL)    | 12,750   | 12,167   | 12,458         |
| 22.   | Gilbert Ravanel        | Franciaország (FRA)    | 12,960   | 11,833   | 12,397         |
| 23.   | Hans Eidenbenz         | Svájc (SUI)            | 16,460   | 4,167    | 10,313         |
| 24.   | Xavier Affentranger    | Svájc (SUI)            | 2,667    | 12,960   | 7,813          |
| 25.   | Martial Payot          | Franciaország (FRA)    | 3,500    | 11,210   | 7,355          |
| 26.   | Josef Bím              | Csehszlovákia (TCH)    | 2,667    | 2,000    | 2,333          |
| –     | Louis Albert           | Franciaország (FRA)    | elesett  | elesett  | –              |